# HD 4294
HD 4294，又名CP-63 72，SAO 248243、HR 199，是一颗恒星，视星等为6.07，位于銀經304.31，銀緯-54.61，其B1900.0坐标为赤經0h 40m 10.5s，赤緯-63° -54.61′ 43″。